# Từ Vinh
Từ Vinh (chữ Hán: 徐荣; ?-192) là tướng nhà Đông Hán trong lịch sử Trung Quốc. Ông là dũng tướng của Đổng Trác, thừa lệnh thảo phạt liên quân và cuối cùng bị giết trong cuộc chiến quân phiệt. Ông mất vào năm Chiêm Thành thành lập nước Lâm Ấp, cuối Hán đầu Ngô (cuối thế kỷ thứ hai).

## Giúp Đổng Trác chống chư hầu
Từ Vinh là người quận Huyền Thố thuộc U châu. Ông phục vụ dưới quyền Đổng Trác.
Năm 190, các chư hầu do Viên Thiệu cầm đầu nổi dậy đánh Đổng Trác. Cánh quân của Tôn Kiên hăng hái nhất, liên tiếp đánh bại quân Đổng Trác.
Tháng 2 năm 191, Tôn Kiên với danh nghĩa là Thứ sử Dự châu, tập hợp binh mã các quận được 10 vạn quân kéo đến Lương Đông và tiến đánh Lạc Dương. Đổng Trác sai Từ Vinh ra chống cự.
Thái thú Dĩnh Xuyên dưới quyền Tôn Kiên là Lý Mân được lệnh ra đánh Từ Vinh. Từ Vinh đánh bại Lý Mân, bắt sống Lý Mân cùng nhiều quân lính. Ông sai quân nướng sống Lý Mân và dùng dầu sôi giết chết các tù binh dưới quyền Dĩnh Xuyên.
Tôn Kiên bỏ chạy, Từ Vinh mang quân truy kích nhưng cuối cùng Tôn Kiên nhờ bộ tướng Tổ Mậu giúp đánh lừa quân Từ Vinh nên ông không bắt được Tôn Kiên. 
Tam Quốc diễn nghĩa kể rằng người đánh bại Tôn Kiên trận này là Hoa Hùng, còn Tổ Mậu đội mũ đỏ dụ địch cứu Tôn Kiên cũng nấp trong bụi, thấy Hoa Hùng đi tới định nhảy ra đâm nhưng không được, bị Hoa Hùng giết chết.
Dù Từ Vinh thắng trận này nhưng sau đó quân Đổng Trác do Hồ Chẩn và Lã Bố chỉ huy lại bất hòa nên bị Tôn Kiên đánh bại. Đổng Trác lo lắng mang vua Hán Hiến Đế và dân chúng bỏ Lạc Dương chạy về Trường An.
Các cánh quân chư hầu của Viên Thiệu chỉ án binh tại Hoài Khánh không đi truy kích Đổng Trác. Chỉ có Tào Tháo hăng hái muốn ra quân. Viên Thiệu bất đắc dĩ cho Tào Tháo mấy ngàn quân đi.
Từ Vinh nghe tin Tào Tháo ra quân truy kích Đổng Trác bèn mang quân đón đánh ở Thành Quần. Ông đại phá Tào Tháo, giết hơn nửa quân Tào. Tào Tháo may mắn chạy thoát.

## Tử trận
Các cánh quân chư hầu chống Đổng Trác giải tán và quay sang đánh lẫn nhau. Năm 192, Đổng Trác bị Vương Doãn và Lã Bố giết chết. Từ Vinh cùng một bộ tướng khác của Đổng Trác là Hồ Chẩn quy hàng, được Vương Doãn dung nạp.
Bộ tướng của Đổng Trác là Lý Thôi, Quách Dĩ, Trương Tế mang quân đánh vào Trường An báo thù cho Đổng Trác. Vương Doãn sai Từ Vinh mang quân ra địch. Quân Lương châu nghe tin không được triều đình tha tội, liều chết xung trận. Từ Vinh không địch nổi và bị tử trận. Không rõ năm đó Từ Vinh bao nhiêu tuổi.

## Trong Tam Quốc diễn nghĩa
Từ Vinh trong tiểu thuyết Tam Quốc diễn nghĩa của La Quán Trung xuất hiện rất ngắn ngủi trong hồi thứ 6 trong trận giao tranh với Tào Tháo. Ông đã bắn tên trúng Tào Tháo và khiến họ Tào khốn đốn suýt mất mạng. Sau đó ông giao chiến với Hạ Hầu Đôn và bị Đôn đâm chết.